# المخابرات البحرية الألمانية
كانت المخابرات البحرية الألمانية تابعة للأسطول البحري الألماني، ولها تاريخ طويل يعود إلى فترة حكم القيصر الألماني، فيلهلم الثاني، عام 1899.
امتلك الفرع أسماء مختلفة خلال فترة وجوده. كان بين عامي 1901 و1919 «قسم الأخبار»، أو يرمز له بحرف N من كلمة (نيوز بالإنجليزية) والتي تعني الأخبار. ركز فرع المخابرات جهوده ضد فرنسا والولايات المتحدة والمملكة المتحدة على وجه الخصوص نظرًا لتفوق البحرية الملكية عليها.
لم تؤثر أنشطة قسم الاستخبارات بشكل كبير على مجريات الحرب العالمية الأولى التي انتهت بهزيمة ألمانيا عام 1919. حُلّ فرع المخبرات البحرية في ربيع عام 1925 ولم يعاد تشكيله حتى شهر أكتوبر من عام 1934 على يد ضابط البحرية ثيودور أربس. مرت الخدمة بالعديد من مراحل إعادة التنظيم بدءًا من كونها جزءًا من القيادة العليا للبحرية حتى انتهاءها في 22 يوليو عام 1945.

## التأسيس
بعد تشكيل هيئة الأسطول البحري الألمانية عام 1899، سعى رئيسها اللواء في البحرية أوتو فون ديدريخس إلى إنشاء وكالة استخبارات بحرية. ملتمسًا من القيصر فيلهلم الثاني قبول المشروع عام 1900. على الرغم من موافقة القيصر على الخطة، اعترض الأدميرال ألفرد فون تيربيتس عليها بهدف الحد من توسع سلطة الأسطول البحرية الألمانية. بكل بساطة رفض تيربيتز الاستجابة لطلب ديدريخس بالتمويل، ما فرض على الأخير إعادة الطلب من القيصر مرة أخرى في يناير من عام 1901.
قدم ديديريتش مذكرة مفادها أنه لولا وجود قسم الاستخبارات الألمانية لاستحال وضع خطط لمواجهة حوادث الحرب غير المتوقعة، وأنهم بحاجة ماسة لها لمواجهة أعداءهم مثل فرنسا والولايات المتحدة في ظل وجود وسائل محدودة لجمع المعلومات الاستخباراتية التي اقتصرت على مراجعة تقارير الصحف ومراجعات ضباط البحرية كمصدر للمعلومات. احتاجت البحرية لامتلاكها طاقم الاستخبارات الخاص بها على غرار فرع المخابرات الحربية. طلب ديدريخس وجود أربعة موظفين لإدارة القسم الجديد؛ ضابط أركان ليقود الفرع، وقائد ملازم أول، وموظف خارج الخدمة يعمل في تنفيذ الإجراءات الخاصة مثل تمرير المراسلات ودفع أجور الموظفين، ورسام خرائط يمكن أن يعمل كمصور أيضًا. قدّرت الميزانية السنوية بنحو 150000 ماركًا ذهبيًا.
وافق القيصر مرة أخرى على الاقتراح وأمر المكتب البحري بتنفيذه، لكن تيربيتز استمر في عرقلة مشروع ديدريخس وذلك بخفض ميزانيته من 150000 إلى 10000 مارك فقط. ومع ذلك كان المبلغ كافيًا لإنشاء قسم المخابرات في مقر الأسطول البحري في برلين تحت اسم «مكتب الاستخبارات» ورمز له بحرف N.

## بين عامي 1901 و1018
كانت خدمة الاستخبارات الألمانية بمثابة خدمة إخبارية تابعة للأسطول البحري الألماني بين عامي 1901 و1919. عرفت عام 1901 باسم مكتب الأخبار وكانت قسمًا مستقلًا عن خدمة البحرية الألمانية الإخبارية، وظيفته نشر الصحافة وتمرير الدعاية لمكتب البحرية. بدأت اختبارات تحليل إشارات الراديو من قبل مكتب الاستخبارات في عام 1912 عبر هوائيات متصلة بطائرات ورقية لرصد الترددات الصادرة عن البحرية البريطانية.

## الهيئة
قبل بدء الحرب العالمية الأولى، كان تنظيم خدمة الاستخبارات البحرية كالتالي: يوجد ضمن هيئة الأركان البحرية ضابط واحد مهمته حل جميع المشاكل التي تواجه القسم، بالإضافة إلى تأسيس شرطة الاستخبارات المسؤولة عن رصد الإشارات البحرية. لكن سرعان ما زاد حجم العاملين في القسم إلى أربعة أعضاء. وعلى الرغم من كل العوائق التي رسمها تيربيتز، مرّ على المخابرات البحرية ثلاثة رؤساء خلال 18 عامًا من إنشائها. وكان الرئيس التنفيذي للوحدة هو فريتز فون بريجر. كان الرؤساء الإداريون لقسم الأخبار في هيئة الأركان البحرية هم:
- القبطان آرثر تابكن (1901-1914) تزوج من امرأة إنجليزية.
- القائد والتر إيزندال (1914-1918) كابتن الفرقاطة.
- الكابتن بول إيبرت (1918-1919).

كان مدير الاستخبارات عادة ما يوقع المستندات بحرف N وبعدها أول حرف من اسمه.
قُسمت الواجبات ضمن قسم الاستخبارات إلى عدة أقسام فرعية. كان الأكثر أهمية منها هو جمع المعلومات الاستخباراتية من الخارج، كان يرمز لهذا القسم بـNI ، وأداره فريتز بريغر بين عامي 1913 و1919. أدار الملازم البحري جورج ستامر المسؤوليات المتعلقة بأمانة السر، والذي عمل مع مكتب الاستخبارات لمكافحة عمليات التجسس البحري. ظهرت العديد من الفروع التابعة لمكتب الاستخبارات البحرية ما أدى إلى توسعه بشكل كبير. على الرغم من عدم تسجيل موظفيها ضمن الأرشيف الألماني في تلك الفترة، لكن على وجه التأكيد استخدمت المخابرات البحرية مئات الموظفين على الأقل، إذ بلغت ذروتها عام 1918 نحو 1100 موظف. بدأ فيلهلم كاناريس مسيرته بالعمل في فرع المخابرات البحرية كموظف ثانوي، ليصبح رئيس جهاز الاستخبارات العسكرية في عهد رايخ الثالث. انبثقت من المخابرات البحرية وكالة مكافحة التجسس البحرية التي كان يرمز لها بحرف G تحت إدارة بول إيبرت والذي كان سيصبح مدير الخدمة الاستخباراتية في عام 1918. أُسس عام 1916 فرع تخريبي تمت تسميته بـ (إن آي ڤي) تعمل تحت غطاء وكالة تجارية.
عملت وكالة الاستخبارات البحرية الألمانية بشكل مختلف جذريًا عن منافسها مكتب خدمة الاستخبارات البريطانية. إذ كانت الاستخبارات الألمانية جزءًا من الأسطول البحري وكان تدار بشكل حصري من قبل البحرية الملكية، على عكس الاستخبارات البريطانية التي كانت أكثر استقلالية وأقل توجهًا نحو الجناح العسكري. كان على الموظفين في الاستخبارات البحرية العمل فيها لبضع سنوات فقط قبل العودة إلى مهامهم الأصلية في البحرية، إذ لا يمكنهم العمل فيها بشكل دائم. على سبيل المثال، بعد مغادرة تابكين لقسم لمكتب الاستخبارات البحرية عام 1914 أكمل عمله في أسطول البحرية الألماني ضمن مجالات متعددة ورُقّي إلى عقيد بحري خلال فترة الحرب.